# Chuck (Fernsehserie)
Chuck ist eine US-amerikanische Fernsehserie, die von Josh Schwartz und Chris Fedak entwickelt wurde. Der Serienstart war am 24. September 2007 auf NBC, die Serie endete am 27. Januar 2012 nach 91 Folgen. Die deutschsprachige Free-TV-Premiere fand am 19. Juni 2009 auf dem Schweizer Sender SRF zwei statt. In Deutschland war die Erstausstrahlung am 22. August 2009 bei ProSieben zu sehen.
Die titelgebende Hauptfigur Chuck ist ein Computerfachmann. Eines Tages erhält er eine E-Mail von einem ehemaligen College-Freund. Diese enthält eine in Bildern verschlüsselte Datenbank, die von der CIA und NSA betrieben wurde. Chuck speichert die gesamten Daten unfreiwillig in seinem Gehirn und ist fortan die einzige Quelle dieser streng geheimen Informationen. Die Serie vereint typische Elemente aus dem Action- und Komödien-Genre.
Die Fernsehserie spielt im kalifornischen Burbank.

## Inhalt

### Vorgeschichte
Chuck Bartowski besuchte als junger Student einst die angesehene Stanford University, wurde dort jedoch wegen angeblichem Prüfungsbetrug exmatrikuliert. Ausgerechnet sein Zimmerkollege und bester Freund Bryce Larkin hatte ihn beschuldigt, vorab die Lösungen zu einer Klausur gestohlen zu haben. Zudem kam Bryce auch noch mit Chucks Freundin zusammen.
Vier Jahre später zu Beginn der Serie arbeitet Chuck in der Computerabteilung „Nerd Herd“ des fiktiven Elektromarkts „Buy More“ (eine Parodie auf das „Geek Squad“ des realen Elektromarkts Best Buy) in Los Angeles mit seinem besten Freund Morgan Grimes. Chuck lebt mit seiner Schwester Ellie (einer Ärztin, die bemüht ist, für Chuck eine neue Freundin zu finden) und deren Lebensgefährten Devon in einer Wohnung zusammen.

### Staffel 1
Bryce, inzwischen Agent der CIA, hatte auf eigene Faust den Datenbankserver der CIA und NSA, den Intersect, zerstört und – kurz bevor er von John Casey erschossen wurde – seinem ehemaligen Kommilitonen die einzige Kopie zukommen lassen.
Als Chuck die E-Mail öffnet, merkt er sich unfreiwilligerweise die unzähligen, verschlüsselten Bilder und wird von da an die einzige Quelle sämtlicher Geheimdienst-Informationen der CIA. Doch kann er bestimmte Informationen nur durch visuelle Reize wie Gesichter oder Symbole wieder aus seinem Unterbewusstsein hervorrufen.
Die CIA-Agentin Sarah Walker und der NSA-Agent John Casey werden beauftragt, fortan für Chucks Sicherheit zu sorgen – und somit für die der geheimen Datenbank in seinem Gehirn. Während John als Tarnung nun ebenfalls bei „Buy More“ beschäftigt ist, arbeitet Sarah gegenüber dem Elektromarkt in einem Restaurant, dem Wienerlicious, und gibt die neue Freundin von Chuck. Mit Chucks Hilfe können unter anderem Waffen- und Drogenhändler dingfest gemacht werden. Chuck hat damit zu kämpfen, dass er Ellie und Morgan nicht einweihen kann. Zudem würde er gern eine aufrechte Beziehung zu Sarah führen. Er muss außerdem erfahren, dass Sarah Partnerin und Lebensgefährtin von Bryce war, bis dieser ohne ihr Wissen die Datenbank zerstörte.
Im Verlauf der Staffel stellt sich heraus, dass Chuck ebenso wie Bryce für die CIA rekrutiert werden sollte. Bryce wollte den gutherzigen Chuck jedoch vor den Gefahren bewahren und fingierte so Chucks Rausschmiss aus der Universität. Zudem ist er nicht der CIA abtrünnig geworden, sondern agierte in dem Glauben, dass er für eine geheime Unterorganisation namens FULCRUM arbeitet. Von eben jener Gruppierung wurde er auch am Leben gehalten, da er für die Quelle der Datenbank gehalten wurde.

### Staffel 2
Die zweite Staffel umfasst insgesamt 22 Episoden. Das „Team Chuck Bartowski“ setzt seinen Kampf gegen FULCRUM fort. Im Zuge dessen trifft Chuck auf seine Ex-Freundin Jill Roberts, deren FULCRUM-Identität sich später offenbart, und seinen Vater, der unter dem Namen Orion selbst CIA-Agent war und einst den Intersect mitkonstruiert hat. Chucks Vater wird von FULCRUM festgenommen und vom Computersoftwaremillionär Ted Roark, dem Besitzer von „Roark Instruments“ (RI), dazu gezwungen, einen neuen Intersect zu bauen. Stattdessen entwickelt er jedoch einen Computer, der bereits vorhandene Intersect-Daten löscht. Chuck sieht die Bilder, als Roark und dutzende FULCRUM-Agenten den Film ansehen.
Der Kampf mit dem „Ring“, wie sich die verantwortliche Organisation nennt, erreicht den Höhepunkt, als Ted Roark auf Ellies und Devons Hochzeit ankommt. Damit die Tarnung nicht auffliegt, gibt Chuck vor, die Ringe für die Hochzeit vergessen zu haben, weshalb „Jeffster!“ als Zeitverzögerung spielt, jedoch den Feueralarm auslöst. Es kommt zu einer Traumhochzeit, die Chuck spontan mithilfe der CIA organisiert, und einem Showdown mit dem Ring. Chuck trifft hierbei auf Bryce, der ihn ermahnt, den zu starken Intersect 2.0 zu zerstören und daraufhin stirbt. Chuck lädt sich den Intersect herunter, zerstört ihn und wird von Agenten des Rings mit Sarah und Casey in Gefangenschaft überrascht. Er „flasht“, schlägt die Mitglieder des Rings k. o. und schließt mit den Worten „Leute, ich kann Kung-Fu“ (Guys, I know kung-fu.) die Staffel ab.

### Staffel 3
Die dritte Staffel, mit insgesamt 19 Episoden, wurde ab dem 10. Januar 2010 in den USA ausgestrahlt.
Mit dem neuen Intersect im Kopf setzt die CIA große Hoffnung auf Chuck und erstellt ein Trainingsprogramm für ihn. Er lehnt deshalb das Angebot Sarahs, ein neues Leben mit ihr zu beginnen, ab, versagt jedoch beim Training. Die CIA entlässt ihn und er findet sich auf seiner Couch mit einem Behälter voller Käsebällchen wieder. Nachdem Ellie und Devon in das Appartement gegenüber eingezogen sind, lässt Chuck den aus Hawaii zurückgekehrten Morgan einziehen. Schließlich beginnen Chuck, Casey und Sarah als Team, Missionen zu lösen, und treffen dabei auf den Ring-Experten Daniel Shaw und auf den Präsidenten des fiktiven lateinamerikanischen Staates „Costa Gravas“, eine Anspielung auf Fidel Castro und Kuba. Hierbei hilft auch Devon, der kurzfristig den Wunsch nach einem Leben als Spion hatte, vom Ring aber mit einem CIA-Agenten verwechselt wird und als Doppelagent getestet werden soll. Als Tarnung arbeiten Chuck und Casey gemeinsam mit Morgan im „Buy More“, der wieder von Big Mike geführt wird, nachdem Emmett Milbarge von einem Mörder, der Chuck suchte, erschossen worden ist. Big Mike ernennt Morgan zum neuen „Assistant Manager“, der in der Folge jedoch mit Provokationen und Mobbing durch Lester und die Belegschaft zu kämpfen hat, dies aber schließlich mit Hilfe von Casey in den Griff bekommt.
Shaw übernimmt die Leitung des Teams und schickt Chuck auf seine erste Solo-Mission in einem Flugzeug, wo Chuck einen Schlüssel des Rings erkämpft und zudem Hannah kennenlernt. Hannah erscheint kurz darauf im Buy More und beginnt dort zu arbeiten, da sie sich in Chuck verliebt hat. Gleichzeitig werden Morgan und Chucks Schwester Ellie misstrauisch gegenüber Chuck und Devon und versuchen dem Geheimnis auf die Spur zu kommen. Sie entdecken Chuck zusammen mit Hannah. Zwischen Shaw und Sarah entwickeln sich ebenfalls Gefühle. Nachdem Hannah und Chuck eine Beziehung begonnen haben, beendet Chuck diese nach kurzer Zeit, da er realisiert, dass er doch noch Sarah liebt und Hannah nicht weiter belügen will.
Eine Episode lang scheint es, als hätte sich Casey auf die Seite des Ringes gestellt, am Ende stellt sich jedoch heraus, dass sie ihn erpresst haben, indem sie die Frau, die er vor seinem Leben bei der NSA geliebt hat, bedrohten. Während dieser Mission findet Casey heraus, dass er eine Tochter von ihr hat. Nachdem Chuck und Sarah Casey geholfen haben, wird dieser – weil General Beckman nicht ignorieren konnte, dass er zu so etwas fähig war – entlassen und zum Zivilisten erklärt.
Durch die Probleme mit seinen Gefühlen für Sarah und da er mit niemandem wirklich reden kann, verliert Chuck seine Fähigkeiten. Diese erlangt er erst wieder, nachdem er Morgan eingeweiht hat, als eine Einheit des Rings die CIA-Einrichtung unter dem „Buy More“ eingenommen hat und beide gefangen genommen wurden. Chuck besiegt die feindlichen Agenten und kann ab jetzt wieder wie früher offen mit Morgan reden.
Shaw erklärt Chuck für bereit, seinen letzten Abschlusstest zum wahren Spion anzutreten. Während dieser Mission, bei der Chuck einen „Maulwurf“ enttarnen soll, versucht Chuck Sarah näherzukommen. Der letzte Teil des Tests, der sogenannte „Skrupeltest“, beinhaltet das Töten des zuvor enttarnten CIA-Agenten, der Informationen an den Ring weiterverkaufte. Dies bringt Chuck nicht über sich. Casey, der Chuck gefolgt ist, erschießt das Opfer aus einem Versteck. Aus Sarahs Winkel sieht es aber so aus, als hätte Chuck den Schuss abgegeben. Diese, geschockt von diesem Erlebnis, beschließt alle romantischen Verbindungen zu Chuck zu kappen, da der Junge, in den sie sich damals verliebt hatte, niemals fähig gewesen wäre, abzudrücken. Da Casey Chuck aber gesagt hat, er solle seine Rolle in dem Mord verschweigen, da er als Zivilist keine Berechtigung dazu hatte, kann Chuck die Situation nicht aufklären.
Shaw kommt dem Ring immer näher und beschließt, als Doppelagent zu fungieren und sich mit einem Peilsender an die Position des Ring-Anführers zu begeben, um diese für einen Luftschlag zu markieren. Dort angekommen stellt sich aber heraus, dass dieser nicht in Person, sondern als Hologramm dort erschienen ist. Der Anführer zeigt Shaw ein Überwachungsvideo, das Sarah als Mörderin seiner Ehefrau entpuppt. Chuck hat unterdessen beschlossen, Shaw aus dieser Selbstmordmission zu retten. Dies gelingt ihm: Wenige Sekunden bevor der Luftschlag erfolgt, kann er Shaw aus dem Gebäude bringen.
Später geht Daniel zusammen mit Sarah auf eine Mission. Währenddessen offenbart sich Chuck, dass Shaw weiß, dass Walker seine Frau auf dem Gewissen hat. Aus Angst, Shaw hätte sich aus Rache dem Ring angeschlossen, beordert er ein riesiges Einsatzkommando, mitsamt Panzer, Tarnkappenbomber, jeder Menge Infanteristen, um Sarah da rauszuholen. Shaw zeigt Sarah die Aufnahmen der Überwachungskamera und äußert den Verdacht, der Ring hätte Sarah auf seine Frau angesetzt. Das Einsatzkommando kommt an, als Shaw Sarah verzeiht, und es stellt sich heraus, dass Shaw niemals vorhatte, Sarah zu verletzen.
Casey gesteht Sarah nun, dass er und nicht Chuck die Quelle getötet hat, woraufhin sich Sarah erneut in Chuck verliebt. Sarah muss auf eine weitere Mission mit Shaw nach Frankreich. Chuck glaubt, dass Shaw die Gelegenheit nutzen werde, um seine Frau zu rächen. Gemeinsam mit Casey folgt er Sarah und es gelingt ihm gerade rechtzeitig, Sarah zu retten; dabei erschießt er Shaw, der daraufhin in einen Fluss fällt und für tot gehalten wird. Casey nimmt den Ring-Anführer gefangen und wird wieder als Agent eingestellt, weiter bittet er General Beckman, Morgan eine größere Rolle in Chucks Agentenleben zuzusprechen. Dieser nimmt nun zeitweise an Chucks Operationen teil. Nun kommen Chuck und Sarah zusammen und beschließen aus dem Agentenleben auszusteigen und ein gemeinsames Leben zu beginnen, doch schon bald erkennen sie, dass sie viel lieber Spione sind, und kehren zurück nach Los Angeles.
Chuck beginnt nun im Traum Intersect-Flashs zu bekommen und wird für kurze Zeit sogar in eine psychiatrische Klinik eingeliefert, allerdings wieder entlassen, da der Chefarzt erkennt, dass Chuck noch keine psychischen Probleme mit dem Intersect hat; er ist sich aber sicher, dass dies früher oder später geschehen wird. Chuck träumt, dass Shaw weiterlebt, verschweigt es aber.
Währenddessen überredet ein CIA-Agent, der heimlich für den Ring arbeitet, Ellie ihren Vater zu kontaktieren, der sofort kommt. Er erkennt, dass Chuck den Intersect 2.0 heruntergeladen hat und beschließt ihm eine seiner Erfindungen, den Governor, zu geben, um seinen Geist vom Intersect freizuhalten.
Shaw kehrt nun zurück und schafft es trotz Einwände von General Beckman, bei einer Abstimmung die Generäle davon zu überzeugen, dass Chuck nicht als Intersect geeignet ist, weshalb das Projekt abgebrochen wird. Chuck erkennt dabei, dass Shaw nun selbst ein Intersect ist. Während Sarah und Casey festgenommen werden, gelingt Chuck die Flucht mit seinem Vater. Sie versuchen die beiden mit Hilfe von Ellie zu retten, doch ihr Vater wird vor ihren Augen erschossen und Chuck gefangen genommen. Shaw nimmt Chuck den Governor ab, weshalb Chuck jedes Mal, wenn er flasht, schmerzvoll mentale Kraft verliert.
Ellie, Abgefahren (Awesome) und Morgan schaffen es, die drei Spione zu befreien, und Ellie findet nun auch über Chucks Doppelleben heraus und bittet ihn es zu beenden, sobald sie Shaw gefangen genommen haben.
Chuck, Sarah und Casey stellen Shaw eine Falle und es gelingt ihnen, alle Ring-Anführer festzunehmen, doch Shaw kann flüchten. Allein ohne Ring installiert Shaw C4 im Buy More und es kommt zum finalen Showdown zwischen Chuck und Shaw. In einem Flashback wird erklärt, dass Chuck anscheinend bereits als Kind einmal aus Versehen einen Intersect-Prototyp heruntergeladen hat und sein Vater ihm erklärt hatte, dass er etwas besonderes ist. Chuck besiegt Shaw, doch bringt es nicht über sich, ihn zu töten, weshalb Sarah ihn ausknockt. Morgan aktiviert aus Versehen das C4 und der Buy More explodiert.
Chuck steigt aus dem Spionleben aus, wie er es versprochen hat, und erhält nun eine Nachricht von seinem toten Vater. Er meint, es sei Zeit, dass Chuck mehr über seine Familie herausfindet. Chuck findet das Versteck von seinem Vater und entdeckt dort eine Schachtel mit Daten über seine Mutter.
Die dritte Staffel endet mit einem kurzen Blick auf Chucks Mutter, die schon vor Jahren untertauchen musste.

### Staffel 4
Am 14. Mai 2010 wurde von NBC bestätigt, dass die Serie um eine vierte Staffel mit 13 Episoden verlängert wurde. Die Ausstrahlung der Staffel begann in den USA am 20. September 2010. Am 19. Oktober bestellte NBC elf weitere Episoden, damit hat die 4. Staffel 24 Episoden.
Die 4. Staffel dreht sich hauptsächlich um die Suche nach Chucks und Ellies Mutter Mary, die ohne deren Wissen seit Jahren als rechte Hand für den kriminellen russischen Waffenhändler Alexei Volkoff gearbeitet hat.
Im Laufe der Staffel werden mehr und mehr Details über die Hintergründe von Chucks Familie und der Beziehung zwischen Chucks Familie und Volkoff bekannt. Außerdem entwickelt sich die Beziehung von Chuck und Sarah mit großen Schritten weiter.
Nach einer Reihe von erfolglosen, da manipulierten Bewerbungsgesprächen betreten Chuck und Morgan den neu aufgebauten Buy More, der sich nun als vollausgebaute CIA-Basis unter dem Management von General Diane Beckman entpuppt. Diese nötigt Chuck zu einem Wiedereinstieg in die CIA.
Die Suche nach seiner Mutter Mary (aka Frost), die er ohne das Wissen von Sarah und Casey betreibt, führt Chuck und Morgan in das Moskauer Hauptquartier des Rüstungskonzerns Volkoff Industries, in dem sich zufällig auch Sarah und Casey als Gefangene aufhalten. Nach ihrer Flucht aus dem Hauptquartier erzählt Chuck Sarah und Casey von der Suche nach seiner Mutter und bittet sie um Hilfe dabei. Sarah findet eine Quelle, der zufolge Chucks Mutter als Undercoveragentin bei Volkoff Industries eingeschleust, dort jedoch enttarnt und gefangen genommen wurde.
Während Morgans Ideen zur Verbesserung der Tarnung des neuen Buy More dazu führen, dass er zum neuen Manager ernannt wird, beginnt Sarah langsam damit, sich in ihrer und Chucks Wohnung heimisch zu fühlen. Eine erneute Begegnung mit ihrer alten Highschool-Mitschülerin Heather Chandler führt ihr außerdem vor Augen, dass sie sich verändert hat und nicht mehr die kalte Spionin ist, die sie vor ihrer Begegnung mit Chuck war.
Chucks Suche nach seiner Mutter findet ein jähes Ende, als diese sich bei ihm meldet und erzählt, dass sie als Undercoveragentin bei Volkoff Industries eingeschleust worden sei, um die Organisation zu zerstören, dabei jedoch zu tief hineingeraten sei. Sie riskiert ihre Tarnung, da sie nun mit Chucks Hilfe den Verkauf einer gefährlichen chemischen Waffe verhindern muss. Casey überprüft ihre Geschichte, findet jedoch heraus, dass sie erlogen ist und Marys Mission vor Jahren beendet wurde, als sie zu Volkoff überlief. Sarah und Casey verhaften Mary, was zum ersten Beziehungsstreit zwischen Chuck und Sarah führt. Ohne ihr Wissen spricht Chuck mit seiner inhaftierten Mutter und erfährt, dass ihr Kontaktmann vom britischen MI6, Gregory Toddle, Unterlagen besitzt, die ihre Geschichte bestätigen. Chuck trifft sich mit Toddle, jedoch werden beide von Volkoffs Männern gefangen genommen. Nach ihrer Flucht und der Abholung der Daten, bei der Toddle augenscheinlich erschossen wird, begeben sie sich zu Orions altem Stützpunkt, um die Daten über Marys Mission auszulesen. Dort deaktiviert Mary Chucks Intersect, wonach Toddle eintrifft und sich als Alexei Volkoff, dem kriminellen CEO von Volkoff Industries, zu erkennen gibt. Er und Frost, die augenscheinlich seine Rechte Hand ist, fesseln Chuck und Sarah und zerstören Orions Stützpunkt. Zuvor verschafft Mary den beiden jedoch eine Möglichkeit zur Flucht.
Die nächsten Folgen befassen sich mit Chucks Versuch, den Intersect zu reparieren, was ihm letztendlich gelingt. Chucks Heiratsantrag auf dem Balkon eines Chateaus in Frankreich schlägt fehl, als Sarah von der CIA verhaftet wird, um ihre Identität als Doppelagentin zu etablieren. Sie lässt sich undercover bei Volkoff einschleusen, um Chucks Mutter zu befreien. Aus Angst nach seiner Mutter auch seine Verlobte an Volkoff zu verlieren, widmet sich von nun an auch Chuck der Zerstörung von Volkoff Industries. Durch einen ausgeklügelten Plan Chucks gelingt es dem Team letztendlich, Volkoffs Organisation zu zerschlagen und ihn dingfest zu machen. Das Ende dieses Handlungsbogens markiert die Geburt von Ellies Tochter sowie Chucks Heiratsantrag auf dem Krankenhausflur.
Volkoff Industries gerät wieder in den Fokus der Handlung, als Alexeis Tochter Vivian, die bisher nichts von ihrem (kriminellen) Erbe wusste, gejagt wird. Ein ehemaliger Geschäftspartner ihres Vaters will ihr Erbe an sich reißen und es dazu benutzen, Volkoff Industries unter seiner Kontrolle wieder aufzubauen. Anfangs kooperiert Vivian mit der CIA, als ihr jedoch für ihre Kooperation ein Treffen mit ihrem inhaftierten Vater versprochen und dann verweigert wird, wendet sie sich einem neuen Mentor zu: Dem ehemaligen Anwalt ihres Vaters, der sie im Auftrag Alexeis zum Erbe von Volkoff Industries aufbauen soll.
Währenddessen übernimmt Casey insgeheim ein neues Team bestehend aus zwei Spionen, die mit dem Intersect ausgestattet sind. Nach einer Mission, bei der sich das „Team Bartowski“ als überlegen erweist, wird Chuck von der CIA fortan als Leiter mit allen Aspekten des neuen Intersect-Programms betraut. Bei der Auswahl aussichtsreicher Kandidaten kommt es zu einem Anschlag auf „Castle“, der, wie sich herausstellt, von Vivian Volkoff in Auftrag gegeben wurde.
Diese hat zwischenzeitlich den Konzern ihres Vaters übernommen und schlägt, verbittert durch den Verrat der CIA, einen kriminellen Weg ein. Sie führt die Entwicklung einer Handfeuerwaffe von Volkoff Industries, dem „Norseman“, fort, der durch DNA-Spuren bestimmte Individuen innerhalb einer Menschenmenge erkennen und töten kann.
Währenddessen hat Ellie, die am Computer ihres Vaters dessen Arbeit fortsetzt, einen Datensatz gefunden, der von einem „Agent X“ handelt. Diesem CIA-Agenten soll in den 80er Jahren mit einer frühen Version des Intersect eine neue Identität einprogrammiert worden sein. Während seiner Mission lief jedoch etwas schief und die Programmierung übernahm die Kontrolle. Der Agent vergaß seine echte Identität und hielt sich fortan für seine Tarnidentität. Es stellt sich heraus, dass dieser Agent niemand anderes als Alexei Volkoff ist, der in Wahrheit Hartley heißt und als Wissenschaftler mit Chucks Vater zusammen für die CIA arbeitete. Aufgrund der Brisanz dieser Entdeckung – die CIA hat versehentlich einen der schlimmsten Kriminellen der Geschichte erschaffen – beschließt das Team, diese Information für sich zu behalten und die Sache auf sich beruhen zu lassen.
Kurze Zeit später nähert sich die Hochzeit von Chuck und Sarah. Im Rahmen eines vorhochzeitlichen Abendessens verübt Vivian mit dem „Norseman“ einen Anschlag auf Sarah, der jedoch misslingt und sie lediglich schwer vergiftet. Als Chuck und Casey in eine CIA-Einrichtung einbrechen wollen, um Volkoff nach einem Gegenmittel zu befragen, schaltet sich ein CIA-Agent namens Clyde Decker ein. Dieser hat Volkoff bereits an einen anderen Ort verbracht und weigert sich, dem Team zu helfen. Während der Verlegung Alexeis extrahiert Decker den fehlerhaften Intersect, wodurch Volkoff wieder zu Hartley wird. Dieser wird von Chuck befreit und erklärt sich dazu bereit, ihm bei der Suche nach dem Gegengift zu helfen. Als Chuck und Hartley bei Volkoff Industries einbrechen wollen, bekommt Hartley kalte Füße und flieht. Daraufhin ergibt sich Chuck, der keine anderen Pläne mehr in petto hat, und fleht Vivian um das Gegengift an. Hartley kehrt zurück und erklärt seiner Tochter, wie er zu dem Mann wurde, den sie als Kriminellen kannte, der jedoch nun nach einer Möglichkeit sucht, seine Tochter kennenzulernen. Im Gegenzug für Blanko-Ausweisdokumente, die Vivian und Hartley einen Neuanfang ermöglichen, übergibt Vivian Chuck das Gegengift. Chuck rettet Sarah gegen den weiteren Widerstand von Decker, woraufhin das gesamte Team von der CIA entlassen und Chucks Intersect neutralisiert wird.
Die Staffel endet mit Chuck und Sarahs Hochzeit. Als Hochzeitsgeschenk erhalten sie von Hartley das gesamte Vermögen von Volkoff Industries, 877 Mio. US-Dollar, mit dem sich das Team selbstständig macht und eine private Sicherheitsfirma, Carmichael Industries, gründet. Morgan lädt sich versehentlich eine neue Version des Intersects, die vermeintlich von General Beckman stammt, herunter.

### Staffel 5
Am 13. Mai 2011 verlängerte der Sender NBC Chuck um eine fünfte und zugleich letzte Staffel mit 13 Episoden.
Morgan wird aufgrund seiner neuen Fähigkeiten, die er durch den Intersect erlangt hat, Teil des Teams. Dieses gründet nun Carmichael Industries, ein unabhängiges Spionageunternehmen. Obwohl Morgan noch nicht professionell arbeitet, rettet er mehrmals das Team. Chuck, den anfangs Selbstzweifel plagen, ob Carmichael Industries ohne ihn als Intersect eine Chance hat, gewinnt sein Selbstvertrauen zurück, nachdem er brenzlige Situationen ohne Hilfe des Intersects gemeistert hat und auf seine natürlichen Fähigkeiten, insbesondere sein technisches Know-how, vertraut. Decker, der Chucks Intersect neutralisierte, will jedoch mit allen Mitteln verhindern, dass Carmichael Industries Erfolg hat, und lässt alle Konten einfrieren. Durch die Finanzierung über den Buy More können sie die Firma jedoch über Wasser halten. Auch die Konkurrenz durch die größere Sicherheitsfirma Verbanski Corp und deren Geschäftsführerin Gertrude Verbanski, eine alte Hass-Liebe Caseys aus früheren Zeiten, setzt Chucks kleinem Sicherheitsunternehmen zu. Die Konkurrenz führt dazu, dass Morgan, der sich als Intersect unterfordert fühlt, bei Verbanski Corp anheuert und Chuck, Sarah und Casey im Stich lässt. Sarah lehnt ein Angebot von Verbanksi ab, weil sie weiterhin an Carmichael Industries glaubt.
Jeder Flash oder Zoom, wie Morgan es nennt, um sich von Chuck abzuheben, beschädigt Morgans Gehirn ein Stück mehr, was Gedächtnisverlust und Persönlichkeitsveränderung zur Folge hat. Durch die Aufkündigung seiner Freundschaft zu Chuck und den Wechsel zu Verbanski erkennen Chuck, Sarah und Casey, was mit ihm los ist, und versuchen mit Hilfe von General Beckman eine Lösung zu finden. Diese hatte Carmichael Industries zuvor für einen Auftrag angeheuert, was die finanzielle Lage der Firma schlagartig stabilisierte. Von ihr erfahren sie nun, dass der Intersect nicht wie angenommen auf „offiziellem“ Wege zu Chuck kam, sondern geschickt wurde, um Chuck zu schaden.
Devon diagnostiziert bei Jeff Barnes eine Vergiftung. Diese ist darauf zurückzuführen, dass Jeff jahrelang in einem defekten Wohnwagen schlief und dabei Abgase einatmete. Ohne diese Abgase ist Jeff ein völlig anderer Mensch. Schwachsinnige Aktionen der Buy-More-Belegschaft, bei denen er sich zuvor mit Freuden beteiligte, liegen dem nun vernünftigen Jeff fern. Lester, der noch immer der freakige Nerd ist, hat das Gefühl, einen Freund verloren zu haben, und entschließt sich, Jeff gegen seinen Willen erneut Auspuff-Abgasen auszusetzen, um den alten Jeff zurückzubekommen. Als er Big Mike, der sich zusammen mit Jeff im Raum aufhielt, bei dieser Aktion beinahe umbringt, findet er sich jedoch mit der neuen Situation ab und die beiden bleiben weiter befreundet.
Nachdem Beckman Chuck die Nachricht überbracht hat, dass Morgan durch die Zurschaustellung seiner Intersect-Fähigkeiten nun auf der Abschussliste der CIA steht, was wohl maßgeblich durch Decker veranlasst wurde, wird der Intersect entfernt und Morgan „geheilt“. Die Erinnerungslücken und auch der bestehende Mordauftrag Deckers durch einen Elitekiller bleiben jedoch bestehen. Als Casey erfährt, dass der Kill-Auftrag neben Morgan nun auch ihn und seine Tochter beinhaltet, da diese den Killer identifizieren könnte, bringt er kurzerhand den Killer und dessen Team zur Strecke. Für die Tat wird er von Decker ins Gefängnis gesteckt, wo er auf Lester trifft, der sich für seine Abgas-Aktion verantworten muss. Casey lehnt einen Ausbruch ab, den Chuck und Sarah ihm vorschlagen. Außerdem macht er sich Feinde unter den Gefangenen, da er sich keiner Gruppierung anschließen will. Als die Situation eskaliert und die Insassen ihn verprügeln, beschützt ihn jedoch Lester, indem er seine Machtposition als Netzwerk-Administrator des Gefängnisses ausnutzt. Decker nimmt Kontakt zu Chuck und Sarah auf und erpresst sie mit Casey, ihm zu helfen einen Computer-Supervirus namens „Omen“ zu beschaffen.
Die Beziehung zwischen Verbanski und Carmichael Industries entwickelt sich zunehmend zu einer Partnerschaft, was vor allem an der Liebes-Affäre zwischen Gertrude und Casey liegt. Nachdem das Team Decker den Virus ausgehändigt hat, wird den Beteiligten klar, dass Decker sie auch weiterhin benutzen wird. Als Decker droht Chuck mit dem Virus zu erpressen, tötet Gertrude ihn. Nachdem sie Casey die Situation erklärt hat und ihm hilft aus dem Gefängnis auszubrechen, taucht Gertrude wegen des Mordes an Decker unter.
Beckman, die dem Team weiterhin vertraut, klärt die nun Flüchtigen Casey, Chuck und Sarah über eine verschwörerische Gruppe innerhalb der CIA auf, die offensichtlich eigene Ziele verfolgt und zu der auch Decker gehörte. Als die Verschwörer Ellie und Devon in ihre Gewalt bringen, um sie gegen den Omen-Virus zu tauschen, ergibt sich für Beckman und die anderen die Gelegenheit, ein Mitglied der Gruppe gefangen zu nehmen und zu befragen. Dies deckt die Verschwörung auf und rehabilitiert Chuck, Sarah sowie Casey. Da Chuck jedoch aus Angst um seine Schwester eigenmächtig agiert und nicht auf Beckmans Rat hört, gelingt es den Verschwörern zuvor noch das Virus im Internet freizusetzen.
Kurz danach stellt sich heraus, dass Shaw hinter allem steckt: Er ist noch immer ein Intersect und wurde vom Virus aus dem Gefängnis befreit. Er bringt Sarah in seine Gewalt und verschanzt sich mit ihr als Geisel in der Basis. Er verlangt von Chuck einen besonderen Datenträger aus Deckers Büro im CIA-Gebäude. Während Chuck diese Mission mit Beckmans Hilfe angeht, finden Jeff und Lester heraus, dass der Omen-Virus im Stande ist sämtliche Informationen infizierter Systeme zu komprimieren und zu einem Empfänger zu schicken. Shaw möchte mit diesen Daten seinen Intersect upgraden. Chuck schafft es, Shaws Intersect zu deaktivieren und ihn zu überwältigen. Wieder hinter Gittern spielt Shaw seinen letzten Trumpf aus, indem er Sarah mit einem Teil ihrer Vergangenheit, „das Baby in Ungarn“, konfrontiert, über den sie sogar mit Chuck nicht sprechen will und die sie auf eigene Faust regeln möchte.
Chuck, Casey und Morgan können Sarah jedoch überzeugen Carmichael Industries wenigstens wie ein normaler Kunde anzuheuern, um sie ohne weitere Kenntnisse der Hintergründe zu unterstützen. Wie sich herausstellt, hat Sarah auf einer früheren Mission gegen ihre Befehle, einen Säugling in die Obhut der CIA zu überführen, diesen bei ihrer Mutter untergebracht. Als ihr früherer Führungsagent, der von Shaw den entsprechenden Tipp bekam, nun den Aufenthaltsort des Kindes erfährt, gerät auch Sarahs Mutter in die Schusslinie. Mit Chucks und Caseys Hilfe gelingt es Sarah letztendlich, den Verbleib des Kindes weiterhin geheim zu halten.
Die gesamte Staffel hindurch überlegen Sarah und Chuck das Agenten-Dasein aufzugeben und sich einem bürgerlichen Leben mit eigenem Haus und Kind zuzuwenden. Als ihr Entschluss gereift und die Entscheidung gefasst ist, Carmichael Industries in eine Technologie-Firma zu wandeln, holt sie jedoch Morgans Vergangenheit ein. Dieser ist aufgrund seiner Gedächtnislücken keine große Hilfe bei der Suche nach einer weiteren Intersectbrille, die er auf eigene Faust sicherstellte und versteckte. Zu allem Überfluss findet der neue, smarte Jeff zusammen mit Lester heraus, dass Chuck und Sarah eine Agentenbasis unter dem Buy More haben. Da sie dies Morgan anvertrauen, gelingt es dem Team jedoch mittels eines Gases, ihre Erinnerung zu löschen, was aber nur von kurzer Dauer ist, bevor der Prozess wiederholt werden muss.
Als das Team Morgans alte Pfade beschreitet und die Brille schließlich findet, fordert ein neuer Agent namens Nicholas Quinn, der auf eigene Rechnung arbeitet, die Intersectbrille für sich. Als sich das Team weigert, die Brille herauszugeben, kidnappt er Chuck. Obwohl die Brille ein fehlerhaftes Exemplar ist, wie jenes, das schon Morgans Gehirn beschädigte, nutzt Sarah die Brille, um sich und Casey zu retten, als diese in einer ausweglosen Lage von Quinns Söldnern umzingelt sind. Quinn, der Chuck inzwischen nach Tokio gebracht hat, wird von Sarah und Casey verfolgt. In einem Zug können sie ihn zunächst überwältigen und Chuck befreien, doch Quinns Leute nehmen Alex, Caseys Tochter, als Geisel. Morgan und Devon, die zu Alex’ Rettung eilen, werden überwältigt. Zwischenzeitlich schnüffeln Jeff und Lester wieder herum, um das Spionagegeheimnis rund um den Buy More zu lüften. Sie werden in einem Akt der Verzweiflung von Casey per Handy eingeweiht und befreien Alex. Sarah verspürt, nachdem sie in Japan häufig flashen musste, bereits deutliche Nebenwirkungen des defekten Intersects und wird schließlich von Quinn entführt.
Quinn weiß um die Fehler des Intersect und bringt Sarah so oft zum flashen, bis sie ihre komplette Erinnerung verloren hat. Im Anschluss indoktriniert er sie, Chuck sei ein Feind, den es zu überwachen und töten gilt. Mit Hilfe von Casey und Chuck, die den letzten Intersect zerstören wollen, dringt sie in den Intersect-Raum der DARPA ein, um den Intersect auf eine Brille zu laden. Als Quinn ihr den Befehl gibt, Chuck zu töten, zögert sie. Die Geschichte entwickelt sich zu einem Kampf zwischen Quinn und Chuck um Sarahs Vertrauen. Die CIA will Sarah töten, da sie eine Bedrohung darstellt. Sarah scheint Quinns Geschichte schließlich zu glauben, nachdem sie bemerkt hat, dass Chuck ihr zuvor im Intersect-Raum die Brille wieder abgenommen hat, als er gleichzeitig versuchte sie von ihrer gemeinsamen Zeit zu überzeugen. Als sie die Brille von Chuck zurückerhält und ihn töten will, erinnert sie sich an ein Detail aus ihrem gemeinsamen Leben und zögert erneut. Quinn tritt in diesem Moment Chuck und Sarah persönlich gegenüber, um die Brille an sich zu nehmen und Sarah als letzten Intersect außer ihm zu töten. Als er auf Sarah schießt, wirft Chuck sich in die Kugel. Sarah ist nun sicher, dass Chuck die Wahrheit sagte, auch weil sie von Casey ihr eigenes Videotagebuch über die ursprüngliche Chuck-Mission bekommt. Sie entschließt sich jedoch, nicht mehr mit Chuck zusammen sein zu wollen und auf eigene Faust Quinn aus Rache zur Strecke zu bringen.
Chuck, der zunächst passiv-depressiv reagiert, wird von Morgan, Ellie und Devon überredet Sarah zu suchen, um möglicherweise einen neuen Anfang mit ihr zu schaffen. Die Suche hat kaum begonnen, als Sarah ihrerseits in den Buy More kommt, um die Basis aufzusuchen. Sie möchte sich dort Informationen über ein Gerät, das als „Schlüssel“ bezeichnet wird, beschaffen, mit dem es möglich ist, die Nebenwirkungen des defekten Intersect zu unterdrücken. Chuck unterstützt sie nach Kräften und versucht zugleich ihre Erinnerung zu wecken sowie erneut ihre Zuneigung zu gewinnen. Beides gelingt ihm nur mäßig. Als Chucks Mutter auftaucht und genauere Informationen über den „Schlüssel“ liefert, erkennt Ellie, dass es möglich sein müsste, ihn dazu zu verwenden, Sarahs Erinnerungen zu rekonstruieren, da die mit dem Schlüssel modifizierte Version des Intersects Informationen dauerhaft und nicht nur für einen kurzen Flash zur Verfügung stellt. Dazu kommt es jedoch nicht, denn Chuck ist gezwungen den Intersect zu benutzen, um eine Bombe zu entschärfen und Quinn zur Strecke zu bringen. Jeffster, die nun endgültig um die Vorgänge unter dem Buy More wissen, haben einen weiteren großen Auftritt und bekommen im Anschluss einen Plattenvertrag in Deutschland. Morgan und Alex versöhnen sich endgültig und Casey entschließt sich der Liebe zu Gertrud eine Chance zu geben.
Die letzte Szene zeigt Sarah und Chuck am Strand, wo er ihr Morgans Theorie darlegt, dass ein Kuss alle Erinnerungen wiederherstellen könnte.
Mit dem Kuss endet die Episode und damit auch die Staffel. Ob die Erinnerungen wiederhergestellt werden, bleibt offen.

## Besetzung

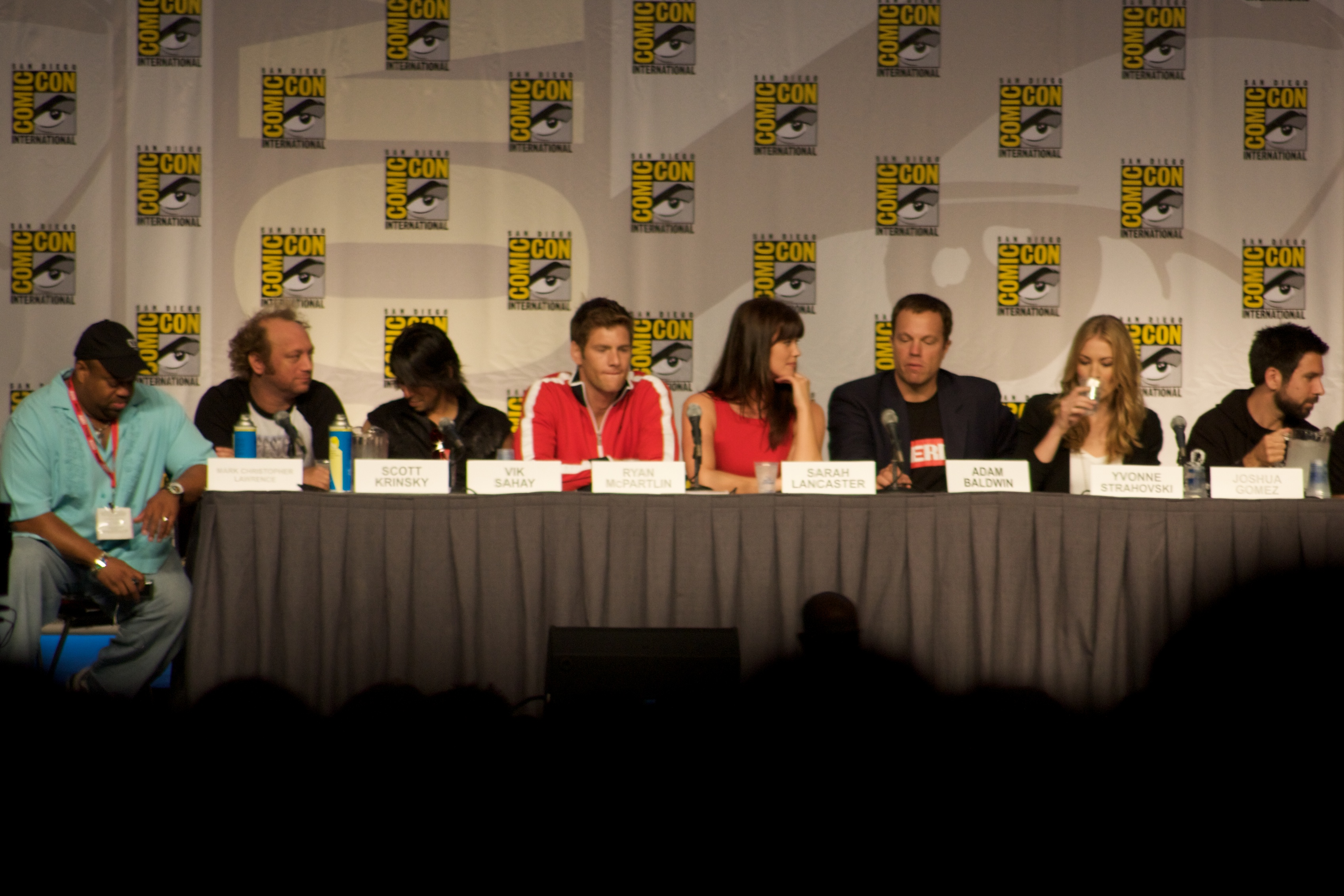
Besetzung von Chuck auf der Comic Con 2010 in San Diego:
Mark Christopher Lawrence, Scott Krinsky, Vik Sahay, Ryan McPartlin, Sarah Lancaster, Adam Baldwin, Yvonne Strahovski, Joshua Gomez

### Hauptdarsteller
| Name                                                    | Schauspieler              | Staffel | Deutsche Synchronisation |
| ------------------------------------------------------- | ------------------------- | ------- | ------------------------ |
| Charles „Chuck“ Irving Bartowski (Charles Carmichael)   | Zachary Levi              | 1–5     | Tobias Nath              |
| Sarah Lisa Bartowski (Walker) (Sam Lisa)                | Yvonne Strahovski         | 1–5     | Sonja Spuhl              |
| John Casey (Alexander Coburn)                           | Adam Baldwin              | 1–5     | Tobias Kluckert          |
| Dr. Eleanor „Ellie“ Fay Woodcomb (Bartowski)            | Sarah Lancaster           | 1–5     | Antje von der Ahe        |
| Morgan Guillermo Grimes (Cobra oder Michael Carmichael) | Joshua Gomez              | 1–5     | Bernhard Völger          |
| Dr. Devon Christian Woodcomb (Captain Awesome)          | Ryan McPartlin            | 1–5     | Robin Kahnmeyer          |
| Michael „Big Mike“ Tucker                               | Mark Christopher Lawrence | 1–5     | Tilo Schmitz             |
| Lester Patel                                            | Vik Sahay                 | 1–5     | Dirk Stollberg           |
| Jeffrey „Jeff“ Barnes                                   | Scott Krinsky             | 1–5     | Hans Hohlbein            |
| General Diane Beckman                                   | Bonita Friedericy         | 1–5     | Helga Sasse              |
| Anna Wu                                                 | Julia Ling                | 1–3     | Esra Vural               |

### Nebendarsteller
| Name                             | Schauspieler     | Staffel | Deutsche Synchronisation |
| -------------------------------- | ---------------- | ------- | ------------------------ |
| Langston Graham                  | Tony Todd        | 1–2, 5  | Ingo Albrecht            |
| Bryce Larkin                     | Matthew Bomer    | 1–2     | Christoph Banken         |
| Harry Tang                       | C. S. Lee        | 1       | Sven Plate               |
| Carina Miller                    | Mini Anden       | 1, 3, 4 | Eva Michaelis            |
| Lou                              | Rachel Bilson    | 1       | Kaya Marie Möller        |
| Emmett Milbarge                  | Tony Hale        | 2–3     | Klaus-Peter Grap         |
| Dr. Jill Roberts                 | Jordana Brewster | 2       | Melanie Hinze            |
| Dr. Woody Woodcomb               | Bruce Boxleitner | 2       | Joachim Tennstedt        |
| Honey Woodcomb                   | Morgan Fairchild | 2, 4    | Katharina Koschny        |
| Ted Roark                        | Chevy Chase      | 2       | Reinhard Kuhnert         |
| Stephen J. Bartowski             | Scott Bakula     | 2–3     | Gudo Hoegel              |
| Daniel Shaw                      | Brandon Routh    | 3, 5    | Tim Knauer               |
| Hannah                           | Kristin Kreuk    | 3       | Marie Bierstedt          |
| Alex McHugh                      | Mekenna Melvin   | 3–5     | Rubina Kuraoka           |
| Mary Elizabeth Bartowski (Frost) | Linda Hamilton   | 4–5     | Joseline Gassen          |
| Alexei Volkoff                   | Timothy Dalton   | 4       | Lutz Riedel              |
| Vivian McArthur Volkoff          | Lauren Cohan     | 4       | Susanne Geier            |
| Gertrude Verbanski               | Carrie-Anne Moss | 5       | Martina Treger           |
| Nicholas Quinn                   | Angus Macfadyen  | 5       | Peter Reinhardt          |

## Trivia
- Jeder Episodentitel beginnt im Englischen mit den Worten „Chuck Versus …“ und im Deutschen mit den Worten „Chuck gegen …“.
- In zahlreichen Episoden sind Anklänge von bekannten Film-Soundtracks wie z. B. James Bond, Indiana Jones, Star Wars, Rocky oder auch The Blues Brothers zu hören.
- Chuck trägt die meiste Zeit Schuhe von Converse, genannt „Chucks“.
- Darsteller Mark Christopher Lawrence bekam die Rolle des Big Mike nachdem er eigentlich für die Rolle Harry Tang vorgesprochen hatte
- In der zweiten Folge der ersten Staffel zitiert Chuck während eines Flashbacks in Trance: „The crash of Oceanic 815…“, eine Referenz zur Fernsehserie Lost, in der die Überlebenden des Absturzes vom Oceanic Airlines Flug 815 auf einer Insel stranden.
- In der zehnten und zwölften Folge der ersten Staffel gibt es zahlreiche Anspielungen auf den Film Casablanca.
- In der fünften Folge der zweiten Staffel tritt ein Charakter mit dem Namen Farrokh Bulsara auf. Dies war der bürgerliche Name des Queen-Frontmanns Freddie Mercury.
- Die elfte Folge der zweiten Staffel ist eine Hommage an den ersten Teil der Stirb-Langsam-Reihe. Neben dem Auftritt von Reginald VelJohnson als Sgt. Al Powell, seine Rolle in Stirb Langsam, und der Tatsache, dass die Folge genau wie die beiden ersten Stirb-Langsam-Filme an Weihnachten spielt, wird auch immer wieder Beethovens „Ode an die Freude“ angespielt, ein wichtiges Musikthema in Stirb Langsam.
- In der zwölften Folge der zweiten Staffel erwähnt Chuck gegenüber General Beckman eine IG-88-Granate. IG-88 ist ein Kopfgeldjäger-/Attentäterdroide im Star-Wars-Film Das Imperium schlägt zurück.
- Die letzten Worte von Chuck am Ende der zweiten Staffel: "Ich kann Kung-Fu." sind die gleichen, die die Hauptfigur Neo im Film Matrix benutzt, nachdem er auf ähnliche Weise durch ein Computerprogramm Kampfkünste erlernt.
- Der Anfang der ersten Folge der dritten Staffel ist eine Hommage an The Big Lebowski. Chuck trägt das typische Outfit des „Dude“, bestehend aus Shorts, Unterhemd, Sandalen und Bademantel – er lässt sich sogar einen Vollbart wachsen. Untermalt wird das ganze durch den Song „Just dropped in (to see what condition my condition was in)“ aus dem Soundtrack des Films.
- In der zweiten Folge der dritten Staffel vergleicht Morgan Carina mit einem schwedischen Model, was die Darstellerin Mini Anden tatsächlich ist.
- In der fünften Folge der dritten Staffel tippt Hannah darauf, dass Hugo ein Profiwrestler sei, was der Schauspieler Steve Austin tatsächlich ist, bzw. war.[6][7][8]
- In der siebten Folge der dritten Staffel sucht Chuck in einem Museum nach einem Gegengift für Shaw und Sarah, das in einer der zahlreichen antiken Vasen versteckt ist. Die Sequenz ist eine Anspielung an das Ende von Indiana Jones und der letzte Kreuzzug, in dem Indiana Jones aus zahlreichen Kelchen den heiligen Gral heraussuchen muss, um seinem Vater das Leben zu retten.
- In der neunten Folge der dritten Staffel stellen Big Mike und die anderen Angestellten, während ihrer "Revolution" gegen die vermeintlichen Abgesandten aus dem oberen Buy-More-Management, das berühmte Foto aus dem Zweiten Weltkrieg nach, in dem amerikanische Soldaten ihre Flagge auf der japanischen Insel Iwo Jima hissen.
- Die Introsequenz in Folge 15 der dritten Staffel ist dem Intro der Fernsehserie Hart aber herzlich aus den 80ern nachempfunden. Morgan schlüpft hierbei in die Rolle von Max, dem Haushälter von Jonathan (Chuck) und Jennifer (Sarah) Hart.
- In der vierten Staffel reist Vivian McArthur Volkoff zu Volkoff Industries, um ihre Vergangenheit zu ergründen. Nachdem sie ihr Medaillon auf den Sockel der Pferdestatue gelegt hat, öffnet sich eine Tür und es erscheint eine durchsichtige Karte mit der Ziffernfolge 4815162342. Dies ist ebenfalls eine Anspielung auf Lost, wo diese Zahlen in verschiedenen Zusammenhängen immer wieder auftauchen.
- In der zweiten Folge der vierten Staffel zitieren Lester und Morgan jene Szene aus dem ersten "Star Wars"-Film, als Obi-wan Kenobi sich und die Anderen mit dem Satz „Das sind nicht die Droiden, die ihr sucht“ an einem Kontrollposten vorbei schmuggelt.
- In der zehnten Folge der vierten Staffel ist erneut eine Anspielung auf Stirb Langsam zu finden, als Morgan sich mit Klebstreifen eine Pistole auf den Rücken klebt.
- In der zweiten Folge der fünften Staffel schießt Morgan mit einer Betäubungspistole auf einen Gegner, der mit seinen Waffen wild herumfuchtelt. Das ist eine Anspielung auf Indiana Jones, der in einer vergleichbaren Szene einen Gegner tötet.
- In zwei Folgen der vierten Staffel finden sich Anspielungen auf Linda Hamiltons Rolle in Terminator 2. Sie sagt die Worte "Come with me if you want to live", die der Terminator zu John Connor sagt. In einer weiteren Folge macht sie Klimmzüge an einem senkrecht aufgestellten Bettgestell in einer Zelle, genau wie in der Nervenheilanstalt aus dem Terminator-Film.

## Auszeichnungen
Insgesamt wurde die Serie mehrfach für Preise nominiert und ausgezeichnet, hier die wichtigsten: (Auszeichnungen fett gedruckt)
- Satellite Awards 2007:
  - Beste Fernsehserie (Komödie/Musical)
  - Bester Hauptdarsteller in einer Serie (Komödie/Musical) an Zachary Levi
- Emmy Awards 2008:
  - Für Herausragende Stuntkoordination an Merritt Yohnka
  - Für Herausragendes Haupttiteldesign an Karin Fong, Jonathan Gershon & Dana Yee
- People’s Choice Awards 2008:
  - Beste neue Comedyserie
- Teen Choice Awards 2008:
  - Choice TV Breakout Star Male an Zachary Levi
- Casting Society of America 2008:
  - Artios Award für herausragende Leistung im Casting für den Pilotfilm einer Comedyserie an Patrick Rush
- American Cinema Editors 2008:
  - Eddie Award für den Bester Schnitt bei einer einstündigen Fernsehserie an Norman Buckley
- ALMA Awards 2008:
  - Positivste öffentliche Darstellung ihrer Landsleute an Joshua Gomez
- Young Artist Awards 2009:
  - Beste Darstellung in einer Fernsehserie – Gastdarstellerin an Stefanie Scott
- Teen Choice Awards 2009:
  - Choice TV Breakout Star Male an Zachary Levi
- Emmy Awards 2009
  - Für Herausragende Stuntkoordination an Merritt Yohnka
- Teen Choice Awards 2010:
  - Action-Serie
  - Actor Action an Zachary Levi
  - Actress Action an Yvonne Strahovski
- Emmy Awards 2010
  - Für Herausragende Stuntkoordination an Merritt Yohnka

## DVD-Veröffentlichungen
Vereinigte Staaten
- Die erste Staffel erschien am 16. September 2008.
- Die zweite Staffel erschien am 5. Januar 2010.
- Die dritte Staffel erschien am 7. September 2010.
- Die vierte Staffel erschien am 11. Oktober 2011.
- Die fünfte Staffel erschien am 8. Mai 2012.

Großbritannien
- Die erste Staffel erschien am 18. August 2008.
- Die zweite Staffel erschien am 5. Oktober 2009.
- Die dritte Staffel erschien am 25. Oktober 2010.
- Die vierte Staffel erschien am 3. Oktober 2011.
- Die fünfte Staffel erschien am 15. Oktober 2012.

Deutschland
- Die erste Staffel erschien am 6. November 2009.
- Die zweite Staffel erschien am 15. Oktober 2010.
- Die dritte Staffel erschien am 23. September 2011.
- Die vierte Staffel erschien am 13. April 2012.
- Die fünfte Staffel erschien am 9. November 2012.
- Die komplette Serie erschien am 28. Juni 2013.